# Гайрат (Баткенская область)
Гайрат (кирг. Гайрат) — село в Кадамжайском районе Баткенской области Кыргызстана. Входит в состав айылного аймака Орозбеков.

## География
Село расположено в восточной части области, на левом берегу реки Шахимардан, на расстоянии приблизительно 9 километров (по прямой) к юго-юго-востоку от города Кадамжай, административного центра района. Абсолютная высота — 1230 метров над уровнем моря.

## Население
Согласно оценочным данным Национального статистического комитета Кыргызской Республики, численность населения села на начало 2023 года составляла 1611 человек.
| год     | 2009 | 2014 | 2015 | 2020 | 2021 | 2023 |
| ------- | ---- | ---- | ---- | ---- | ---- | ---- |
| человек | 1155 | 1160 | 1324 | 1518 | 1592 | 1611 |